# Jules Colens
Jules Colens (Brugge 20 april 1840 - 17 maart 1918) was een Belgisch rijksarchivaris.

## Familie
De familie Colens speelde in de 17de en 18de eeuw een rol in de gemeente Pittem. Arts Albert Colens (1731-1779) was het eerste familielid dat zich in Brugge kwam vestigen.
De vader van Jules Colens was Albert Colens (1797-1882), deurwaarder, pleitbezorger, advocaat, die getrouwd was met Louise Duthoit. Het echtpaar had minstens acht kinderen.

## Levensloop
Colens onderging tijdens zijn jeugd een beenamputatie en leefde dan ook noodgedwongen een sedentair leven.
Hij werd adjunct-archivaris (1868-1874) en rijksarchivaris (1884-1907) in Brugge. Hij maakte er onder meer de inventaris op van de archieven van de stad Blankenberge. Tijdens zijn opzoekingen ontdekte hij fragmenten van het Spieghel Historiael van Jacob van Maerlant.
Colens leverde gedurende vele jaren inspanningen om het rijksarchief weg te halen van de zolders van het Brugse Vrije en het een ruimer onderdak te verschaffen. In 1896 kon hij de beslissing doen nemen om het archief te verhuizen naar de Poortersloge in de Academiestraat. De verhuis vond plaats in 1911, toen Colens al vier jaar met pensioen was.
Zijn opvolger, Albert van Zuylen van Nyevelt, getuigde dat Colens de aan hem toevertrouwde archieven in chaos had aangetroffen en ze systematisch georganiseerd en geïnventariseerd had.

## Publicaties
Colens publiceerde bijdragen in historische tijdschriften, zoals La Flandre en de Handelingen van het Genootschap voor Geschiedenis te Brugge. In dit tweede tijdschrift publiceerde hij in 1885 de door hem bestudeerde stadsrekening voor de interessante periode mei 1302 tot februari 1303.
Hij maakte ook de stamboom op van de Brugse familie Van Vyve, waar hij via zijn schoonbroer Van Meldert mee verwant was.

## Andere activiteiten
Colens was onder meer:
- medestichter en secretaris van het Archeologisch Genootschap in Brugge, dat het Gruuthusemuseum stichtte.
- raadgever voor de historische stoet en toernooi van de Gouden Boom in 1907
- secretaris van de liberale vereniging Les Amis du Progrès
- lid van de kunstminnende vereniging Chat Noir.

Colens was ook musicus en componist. Van hem worden onuitgegeven composities bewaard in de Koninklijke Bibliotheek.